# Мехрбахш (Вахдатский район)
Мехрбахш (бывший Ходжабайкул) — село в составе сельской общины Раджаба Исмаилова Вахдатского района. 5 км от Мехрбахш до центра города. Население 2534 человека (2017 г.), таджики.
Основные отрасли сельского хозяйства: хлопководство, животноводство и овощеводство. Земли орошаются из реке Кафирниган.
В этом селе родился Герой Социалистического Труда Файзулло Алимарданов.